# James Norton
James Geoffrey Ian Norton, född 18 juli 1985 i London, är en brittisk skådespelare. Han har medverkat i bland annat de brittiska tv-serierna Happy Valley, Grantchester  och Krig och fred. Han var BAFTA-nominerad för bästa biroll vid 2015 års British Academy Television Awards, som brottslingen Tommy Lee Royce i Happy Valley.

## Utbildning
Norton växte upp i Malton i North Yorkshire och gick på Ampleforth College, en katolsk pojkskola. Han fortsatte sin utbildning på universitetet i Cambridge, Fitzwilliam College, där han läste teologi och var aktiv i flera pjäser och teateruppsättningar. Efter det påbörjade han en treårig utbildning på Royal Academy of Dramatic Art i London som han avbröt för att spela in An Education.

## Karriär
James Norton medverkade i en mindre roll i An Education 2009 med Carey Mulligan som motspelare. Året efter var han med i uppsättningen av pjäsen Posh vid Royal Court Theatre och That Face på Crucible Theatre i Sheffield, i vilken han också spelade huvudrollen. Under 2011 fortsatte han medverka uppsättningar runt om i England i samarbete med den brittiske teaterregissören Trevor Nunn, som han lärt känna under tiden på Cambridge.
Efter det följde ett antal mindre roller innan Norton fick sitt stora genombrott 2014 i TV-serien Happy Valley, skapad av Sally Wainwright, som då var en av de mest sedda tv-serierna i Storbritannien. I serien spelar han rollen som den kallsinniga psykopaten Tommy Lee Royce, en dömd brottsling, mördare och våldtäktsman, en roll som Norton själv sagt att han alltid kommer vara tacksam över att han fick göra. Hans prestation blev kritikerrosad. The Telegraph skrev att han spelade rollen med ett vidsträckt djup, och han nominerades till BAFTA:s TV-pris för bästa biroll 2015. 
År 2014 sände ITV premiären av Grantchester med Norton i sin första TV-serie som huvudrollsinnehavare, som kyrkoherden Sidney Chambers som engagerar sig i lokala kriminalfall i samhället Grantchester i Cambridgeshire. Serien, som är baserad på en roman av James Runcie, utspelar sig under 1950-talet och hans motspelare är Robson Green. Efter den första säsongen har ytterligare två säsonger spelats in.
År 2015 medverkade han i BBC:s miniserie Life in squares, som skildrar Bloomsburygruppen, där han spelade en ung Duncan Grant. Året efter porträtterade han Andrej Bolkonskij från Leo Tolstojs epos Krig och fred i tv-serien med samma namn i sex delar, producerad av BBC och The Weinstein Company.

## Filmografi (i urval)

### TV
| År                 | Titel                    | Rollkaraktär            | Anmärkning               |
| ------------------ | ------------------------ | ----------------------- | ------------------------ |
| 2012               | Restless                 | Kolia                   | Miniserie                |
| 2013               | Doctor Who               | Onegin                  | Avsnitt: "Cold war"      |
| 2013               | Death Comes to Pemberley | Henry Alveston          | Återkommande i 3 avsnitt |
| 2014               | Life in squares          | Duncan Grant            | Avsnitt: "Empty Nest"    |
| 2014–2023          | Happy Valley             | Tommy Lee Royce         | Återkommande roll        |
| 2014-2019–pågående | Grantchester             | Sidney Chambers         | Huvudroll                |
| 2016               | Krig och fred            | Prins Andrej Bolkonskij | Återkommande roll        |
| 2016               | Black Mirror             | Ryan                    | Avsnitt: "Nosedive"      |

### Film

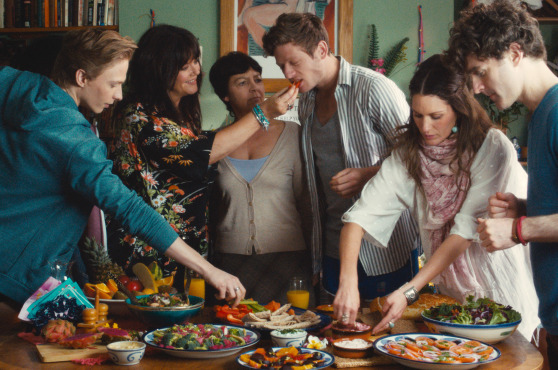
James Norton under inspelningen av Bonobo (2014).

| År   | Titel                            | Rollkaraktär       |
| ---- | -------------------------------- | ------------------ |
| 2009 | An Education                     | Jennys pojkvän     |
| 2012 | Cheerful Weather for the Wedding | Owen               |
| 2013 | Rush                             | Guy Edwards        |
| 2013 | Belle                            | Oliver Ashford     |
| 2014 | Mr. Turner                       | Francis Willoughby |
| 2014 | Northmen: A Viking Saga          | Bjorn              |
| 2014 | Bonobo                           | Ralph              |
| 2017 | Hampstead                        | Philip             |
| 2017 | Flatliners                       | Jamie              |
| 2019 | Mr. Jones                        | Gareth Jones       |